# Sevasti Qiriazi
Sevasti Qiriazi-Dako, nota anche come Sevasti Kyrias Dako (Manastir, 24 febbraio 1871 – Tirana, 30 agosto 1949), è stata un'attivista, insegnante e missionaria albanese, considerata tra le maggiori figure del nazionalismo albanese: in particolare del Rinascimento albanese.

Firma di Sevasti Qiriazi con la grafia "Sevastia D. Kyrias"

Insieme alla sorella Parashqevi è considerata inoltre la pioniera dell'educazione femminile in Albania.

## Biografia
Nacque tra il 1870 e il 1872 a Monastir, nell'allora Impero ottomano, come sesta di dieci figli da Dhimitër e Maria Qiriazi (nata Vodica). La sua effettiva data di nascita è oggetto di controversia in quanto il 1870 è l'anno indicato sulla sua lapide presso il cimitero di Sharrë mentre lo studioso Robert Elsie ha citato come data di nascita il 24 febbraio 1871, senza tuttavia specificare una fonte esatta; inoltre in un manifesto statunitense datato 1904 vi sarebbe contenuta la dichiarazione di Sevasti di avere almeno 32 anni. La famiglia, che era di fede greco-ortodossa, entrò presto in contatto sia col movimento nazionalista albanese che coi missionari protestanti americani.
Compì gli studi primari presso una scuola in lingua greca per poi diplomarsi nel 1888 presso una scuola americana. A partire dal 1888 frequentò l'American Robert College for Girls di Istanbul grazie all'aiuto del fratello Gjerasim, col quale aveva l'obiettivo di creare una scuola femminile in madrepatria. Diplomatasi nel 1891 fu proprio il fratello ad invitare alla cerimonia di consegna del diploma gli influenti fratelli Frashëri (Abdyl, Sami e Naim); tra questi Naim sfruttò il suo ruolo nel governo ottomano per aiutare i Qiriazi non solo nella registrazione ufficiale del diploma di Sevasti ma anche per l'ottenimento di un decreto ufficiale per l'istituzione di una scuola femminile a Coriza.

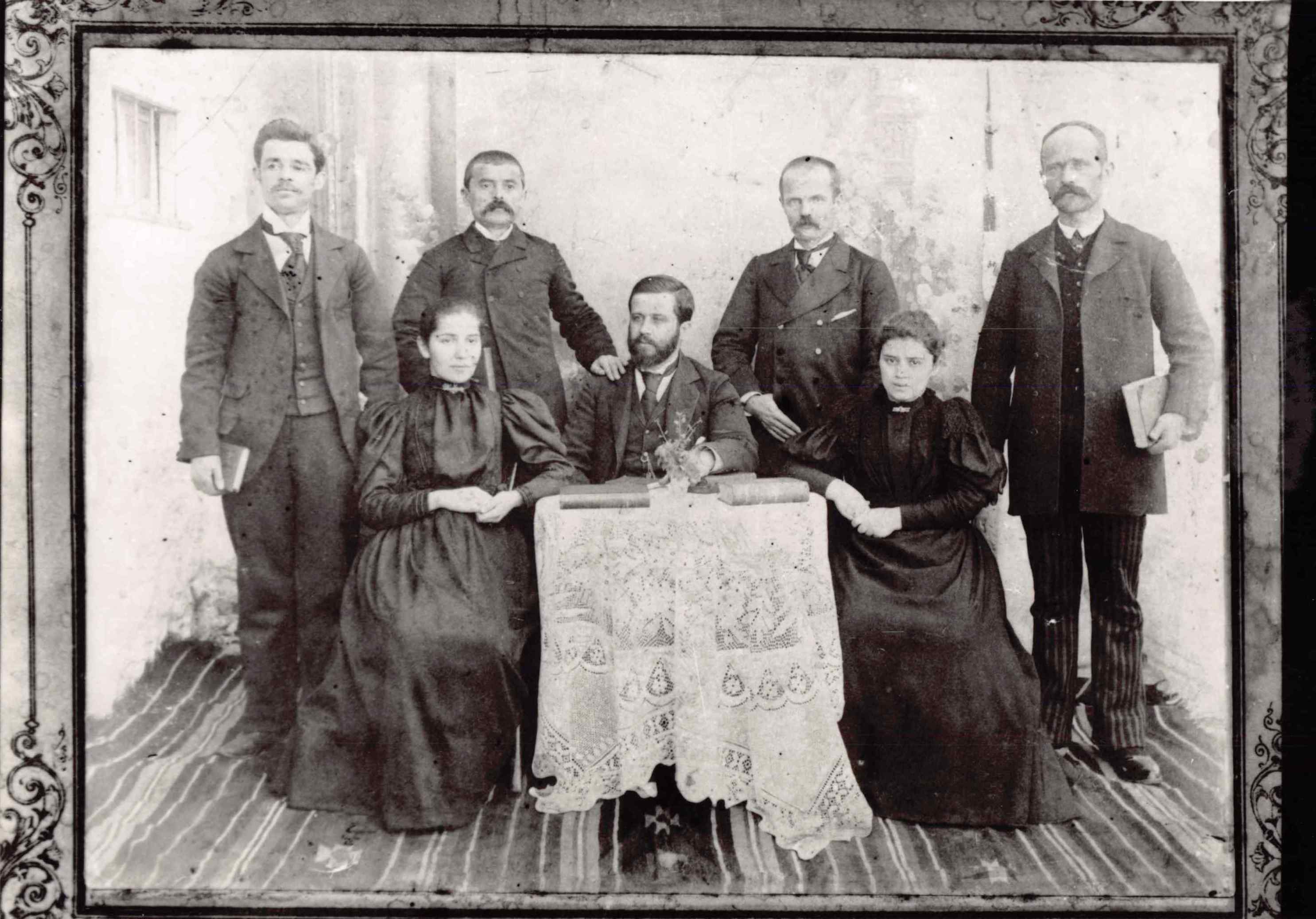
Il personale della scuola femminile di Coriza nel 1894

Terminati gli studi Sevasti tornò quindi in Albania dove contribuì alla fondazione della scuola femminile di Coriza, inaugurata il 7 marzo 1891 e di cui divenne da subito direttrice; probabilmente nello stesso periodò, si unì alla comunità protestante che era stata creata dal fratello Gjerasim, svolgendo anche attività di missionaria. La scuola, che dovette fronteggiare l'ampia penuria di fondi, forniva un'educazione in lingua albanese ed era sostenuta dalla comunità protestante, pur lasciando agli allievi una totale libertà religiosa; per queste ragioni fu osteggiata sia dalle autorità politiche ottomane che dalle autorità ecclesiastiche della greco-ortodosse. Nonostante le difficili circostanze, tra il 1891 e il 1913 la scuola contava circa 47 studenti su base annuale e ricevette alcune visite di personaggi illustri come Edith Durham nel 1901 ed Henry Brailsford nel 1904.
Alla morte di Gjerasim nel 1894 Sevasti assunse la completa gestione della scuola, che continuò ad operare almeno fino alla chiusura imposta nel 1914 dai crescenti conflitti coi greci in città, che la portarono a lasciare il paese insieme al marito Kristo Dako, sposato nel 1910, e ai figli in favore di Bucarest, poi di Sofia e infine degli Stati Uniti, dove la coppia inaugurò la prima scuola albanese del paese.
Tornò con la propria famiglia in Albania nel 1921, seguendo il marito che aveva già ripreso a lavorare per conto del governo albanese come ministro e biografo di re Zog I. Nel 1922 insieme al marito e alla sorella Parashqevi creò una nuova scuola femminile a Tirana, che nel 1927 si espanse con l'inaugurazione di un'altra sede a Kamëz. La scuola di Tirana fu visitata da Zog I e frequentata dalle sorelle del re Myzejen e Maxhide. Nel 1931 la scuola festeggiò il suo 40º anniversario, ponendosi in diretta continuità con la scuola femminile di Coriza, e alla cerimonia parteciparono numerosi dignitari albanesi. Con la nazionalizzazione dell'istruzione privata in Albania nel 1933 anche la scuola dei Qiriazi fu costretta alla chiusura, nonostante le ripetute richieste delle sorelle al governo albanese. Sevasti rifiutò tuttavia di lasciare che gli edifici della scuola venissero utilizzati per qualsiasi altro fine diverso dalla loro destinazione originale, ossia l'istruzione femminile. Nel 1939 durante l'invasione italiana dell'Albania l'edificio fu requisito dagli occupanti ed utilizzato come magazzino di armi e munizioni.
L'occupazione tedesca del paese pose i Qiriazi in ulteriore pericolo; nel 1943 la scuola di Tirana fu teatro di una sparatoria e successivamente lei e la famiglia furono catturati e deportati presso il campo di concentramento di Banjica, nei pressi di Belgrado, da un'unità filonazista guidata da Xhafer Deva. Liberati nel 1944 i Qiriazi tornarono in patria, dove trovarono le loro proprietà in rovina; inoltre nel secondo dopoguerra furono particolarmente invisi al regime comunista sia a causa del ruolo del marito di Sevasti nel governo regio albanese sia a causa degli stretti legami della famiglia con la comunità protestante-statunitense.
Nel 1946 le abitazioni e la scuola dei Qiriazi furono sequestrati dalle autorità governative, le ossa del marito di Sevasti furono esumate, sconsacrate e disperse e inoltre i figli della coppia, Aleksandër e Gjergj, furono imprigionati con accuse di sedizione, spionaggio e attività sovversive. Sevasti morì, in povertà e fortemente provata dagli eventi, il 30 agosto 1949 a Tirana a pochi mesi di distanza dal figlio Gjergj, deceduto nel febbraio 1949 dopo intensi interrogatori e torture.
A partire dal 1959 la famiglia Qiriazi iniziò ad essere riabilitata, soprattutto grazie all'opera dello studioso Skënder Luarasi, e nel 1962, in occasione del 50º anniversario dell'indipendenza dell'Albania, il regime comunista guidato da Enver Hoxha conferì a Gjerasim, Gjergj, Parashqevi e Sevasti l'Ordine della libertà e, per Sevasti e Parashqevi, anche l'onorificenza di Insegnanti del popolo.